# Falcatifolium taxoides
Espèce
Statut de conservation UICN

 LC  : Préoccupation mineure
Falcatifolium taxoides une espèce d'arbres conifères de la famille des Podocarpaceae, endémique de la Nouvelle-Calédonie.
Cette espèce d'arbres ou arbustes dioïques est la plante hôte spécifique d'un autre gymnosperme, Parasitaxus usta, seul cas connu de parasitisme chez les gymnospermes.

## Synonymes
Selon Catalogue of Life (17 octobre 2014)
- Dacrydium taxoides Brongn. & Gris ;
- Nageia taxoides (Brongn. & Gris) Kuntze ;
- Pinus falciformis Parl. ;
- Podocarpus taxodioides Carrière ;
- Podocarpus taxodioides var. gracilis Carrière.